# منتهي العشق (مسلسل)
مسلسل مصري أنتاج 2010، أخراج: محمد النجار، وتأليف: محمد الغيطي.
الشخصيات
- مصطفى قمر في دور «جاسرالمنصور/مصطفى»
- منة فضالي في دور«اروى»
- نهال عنبر في دور «أميرة الوزان»
- رانيا فريد شوقي في دور «بيكي»
- ديانا كرزون في دور «عين الحياة» أول ظهور لها في الساحة.
- عايدة رياض في دور «رمانة»
- لطفى لبيب
- خالد محمود في دور «صبري»
- إيناس النجار
- رانيا محمود ياسين
- ريهام سعيد

نبذة عن المسلسل:
تدور أحداث المسلسل حول شخصية رجل الأعمال «عبد الله المنصور» الذي يمتلك كثير من شركات التسويق السياحي في الدول الأوروبية واستطاع أن يقيم مشروع سياحي ضخم أطلق عليه (جنة المنصور) وهي عبارة عن مجموعة من القرى السياحية في مدينة شرم الشيخ. تزوج المنصور من «أميرة الوازن» وهي سكرتيرته السابقة وأنجب منها ثلاث بنات وكانت لأميرة تطلعات سياسية واقتصادية كبيرة فزوجت ابنتها الأولى من أحد رجال البنوك ليسهل لزوجها الحصول على القروض وابنتها الأخرى من ابن أحد الوزراء طمعا في أن يرشح زوجها كوزير يوما ما لكن الفتاة الثالثة استطاعت التمرد على طريقة أسرتها في الزواج وتتحرر من هذا الأسلوب وتختار شريك حياتها دون حسابات الثروة والنفوذ. تتوالى الأحداث ويصاب «المنصور» بأزمة قلبية نتيجة انهيار أسهم شركاته ببورصة لندن لكنه قبل وفاته يفجر قنبلة من العيار الثقيل أمام عائلته بأن كتب نصف ثروته لابنة الوحيد الذي لم يسمع أحد عنه من قبل ويدعى «جاسر» أنجبه من إحدى زوجاته بجنوب أفريقيا حيث كان يتزوج في كل بلد يذهب إليها. تنقلب حياة زوجته «أميرة» رأساً على عقب بعد معرفة ذلك الخبر ويهتز الموقف المالي للمجموعة وتقرر السفر إلى جنوب أفريقيا لإحضار جاسر بعد أن أوهمت الجميع أن «جاسر» يمتلك أموالاً طائلة ستساعد على تخطى المجموعة لعثرتها المالية. وحاولت «أميرة» أن تزوج «جاسر» لصديقتها «باكينام» سيدة الأعمال صاحبة المليارات وذلك لتساعدها علي تخطي الأزمة المالية للمجموعة ولكن «جاسر» قلبه كان متعلقا بخادمة بدوية تعمل عند المنصور تسمي «عين الحياة» ولكن هددتها «أميرة» بأنها ستخبر قبيلتها بمكانها بسبب هروبها من قبيلتها لرفضها الزواج من ابن عمها، وهربت «عين الحياة» وأخذ «جاسر» يبحث عنها حتي وجدها وقصت له قصتها واعترف لها بحبه ولكن «أميره» نفذت تهديدها وأخبرت شيخ القبيلة بمكانها واتفقت «أميرة» و«صديقتها» باكينام ببيع أصول المجموعة لشركة أجنبية ب 100 مليون دولار التي تساوي نصف مليار دولار ولكن «جاسر» اعترض علي ذلك مما جعل «أميرة» تفجر مفاجأة أذهلت الجميع بأن هذا الشخص ليس «جاسر المنصور» بل صديقه «مصطفي» وأن «جاسر» مات وهو عنده خمس سنوات0 تستمر الأحداث وعمل «مصطفي» سائق تاكسي، وفي إحدى الأيام قام بتوصيل أغني رجل في اليابان الذي فقد حقيبة بها عقود بملايين الدولارات الذي عقدها مع أكبر رجال الدولة، ووجدها «مصطفي» وقام بإعادتها إلي رجل الأعمال الياباني وقص له «مصطفي» حكايته وأمر المجموعة أثناء هذه الأحداث عادت «عين الحياة» إلي قبيلتها وتزوجت من ابن عمها خاصة بعد أن ذهب «مصطفي» إلي قبيلتها وطلب الزواج منها ولكن رفض طلبه وخبر إما أن تتزوج ابن عمها أو تدفن حية نقلت «عين الحياة» إلي المستشفي بسبب حملها وزارها «مصطفي» بورود الأوركيدا كل يوم ولما علم زوجها بالأمر قام بتطليقها تزوج «مصطفي» من عين الحياة بعد أن أنجبت طفلة جميلة اسمها «فرحة» وعاشا مع بعضهما كعاشقان في حياة رومانسية وصلت لمنتهي العشق ولكن لم تدوم هذه السعادة ويشاء القدر أن تصاب «عين الحياة» بمرض السرطان وتفارق الحياة ولكن «مصطفي» ظل يزورها في قبرها بورود الأوركيدا كل صباح ويحكي لها ليلة زفاف ابنتها «فرحة» التي تشبه أمها في كل شيء وهنا نجد أن «مصطفي» يعيش حياة منتهي العشق مع زوجته في حياتها وفي مماتها حتي لو ظهر الشيب في شعره.
قالب:مصطفى قمر